# Acuerdo de Prespa

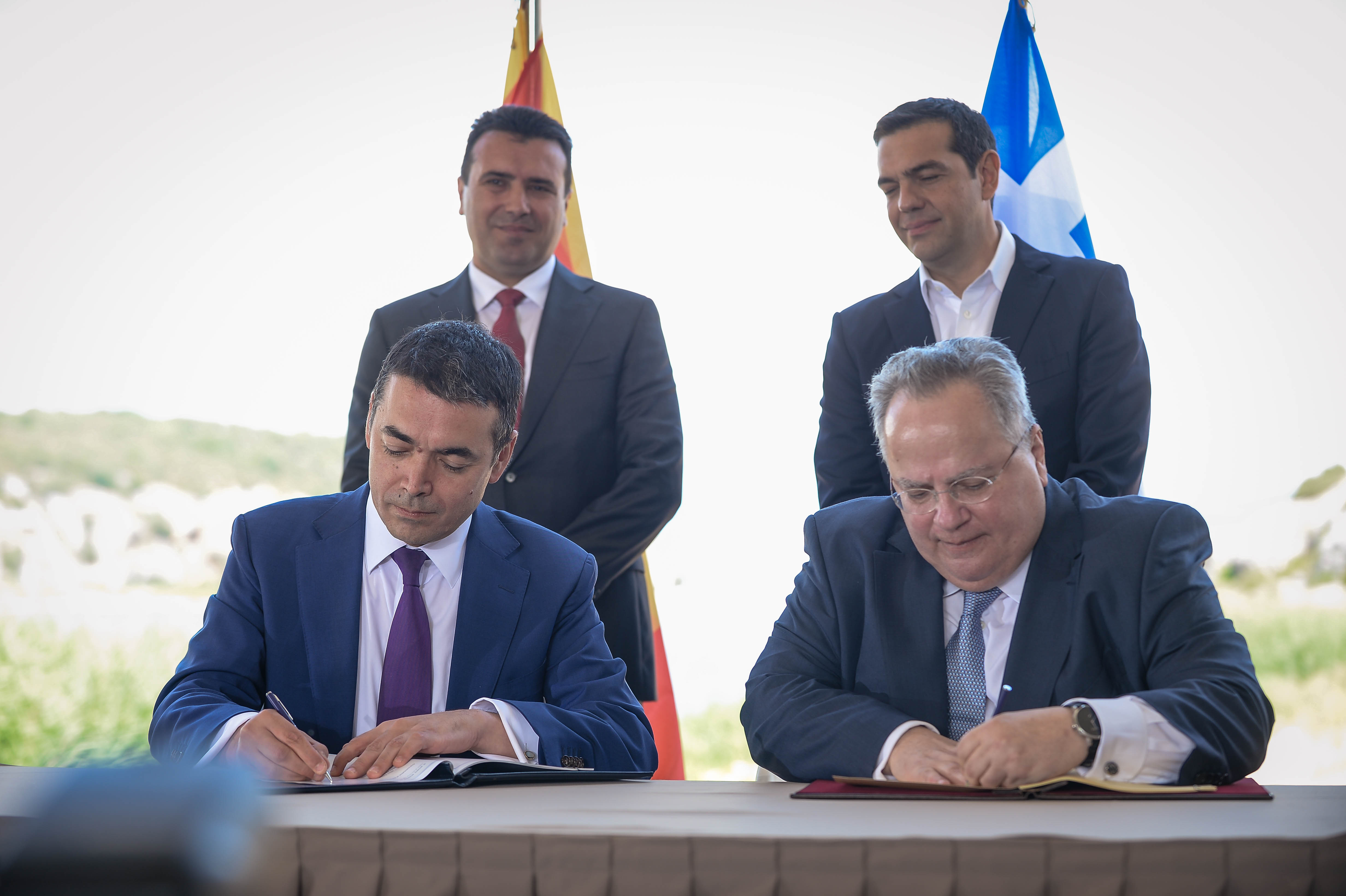
Firma del acuerdo el 17 de junio de 2018

El Acuerdo de Prespa (en macedonio: Преспански договор, en griego: Συμφωνία των Πρεσπών), también conocido como Tratado de Prespa, fue un acuerdo internacional firmado por los jefes de diplomacia de la República de Macedonia del Norte, Nikola Dimitrov, y de Grecia, Nikos Kotzias, el 17 de junio de 2018 en la localidad de Psarades, Grecia, junto al lago Prespa. También fue firmado por el mediador de las Naciones Unidas para la disputa sobre el nombre de Macedonia, Matthew Nimetz. El acuerdo sustituye al acuerdo interino firmado en Nueva York el 13 de septiembre de 1995 y fue ratificado por los parlamentos de ambos países para el 25 de enero de 2019, con lo que entró en vigor el 8 de febrero de 2019 cuando se ratificó en Atenas el protocolo de adhesión a la OTAN para Macedonia del Norte, reemplazando definitivamente al acuerdo provisional de 1995 y cambiando la denominación del país por República de Macedonia del Norte erga omnes.